# Liu Ou
Liu Ou (Cantão, 13 de novembro de 1986) é uma nadadora sincronizada chinesa, medalhista olímpica. 

## Carreira
Liu Ou representou seu país nos Jogos Olímpicos de 2008 e 2012, ganhando a medalha de prata por equipes em Londres. E bronze em Pequim, por equipes, no dueto foi bronze em Londres com a parceria de Huang Xuechen. 